# Љубав до гроба, последња
„Љубав до гроба, последња” је југословенски ТВ филм из 1967. године. Режирао га је Небојша Комадина а сценарио је написао Александар Поповић.

## Улоге
| Глумац                 | Улога |
| ---------------------- | ----- |
| Татјана Лукјанова      |       |
| Миодраг Петровић Чкаља |       |
| Власта Велисављевић    |       |